# Bunny (Nottinghamshire)
Pour les articles homonymes, voir Bunny.
 (janvier 2024).
Bunny est un village du Nottinghamshire, en Angleterre.